# Alle (Suíça)
Alle é uma comuna da Suíça, situada no distrito de Porrentruy, no cantão de Jura. Tem 10,66 km² de área e sua população em 2018 foi estimada em 1.849 habitantes.